# Liste de mosquées de Jérusalem
Cet article présente une liste de mosquées à Jérusalem.

## Mosquées
| Nom                                                               | Géolocalisation                   | Date de fondation | Image |
| ----------------------------------------------------------------- | --------------------------------- | ----------------- | ----- |
| Mosquée Abdeen                                                    | 31° 47′ 21″ N, 35° 14′ 16″ E      | 1939              |       |
| Mosquée Al-Bouraq                                                 | 31° 46′ 35″ N, 35° 14′ 04″ E      |                   |       |
| mosquée d'Omar                                                    | 31° 46′ 40″ N, 35° 13′ 47″ E      | 1193              |       |
| Mosquée al-Aqsa                                                   | 31° 46′ 35″ N, 35° 14′ 08″ E      |                   |       |
| Mosquée de l'Ascension                                            | 31° 46′ 44″ N, 35° 14′ 42″ E      | 1150              |       |
| Mosquée al-Khanqah al-Salahiyya                                   | 31° 46′ 44″ N, 35° 13′ 46″ E      |                   |       |
| Dôme du Rocher                                                    | 31° 46′ 41″ N, 35° 14′ 07″ E      |                   |       |
| Mosquée de Ras al-Amud                                            | 31° 46′ 27″ N, 35° 14′ 27″ E      | 1187              |       |
| Mosquée Al-Qal'a                                                  | 31° 46′ 34″ N, 35° 13′ 40″ E      | 1310              |       |
| Mosquée Sidna Omar                                                | 31° 46′ 30″ N, 35° 13′ 52″ E      |                   |       |
| Mosquée Okasha                                                    | 31° 47′ 08″ N, 35° 13′ 05″ E      | Vers 1850         |       |
| Mosquée Al-Rasasi (ar)                                            | 31° 46′ 45″ N, 35° 14′ 03″ E      |                   |       |
| Petite Mosquée d'Omar (ar)                                        | 31° 46′ 34″ N, 35° 13′ 51″ E      |                   |       |
| Mosquée Al-Qaymariyya (ar)                                        | 31° 46′ 45″ N, 35° 13′ 34″ E      |                   |       |
| Mosquée Abu Bakr al-Siddiq (ar)                                   | 31° 46′ 40″ N, 35° 13′ 52″ E      |                   |       |
| Mosquée Hariri (ar)                                               | 31° 46′ 30″ N, 35° 13′ 46″ E      |                   |       |
| Mosquée Hanbali (ar)                                              | 31° 46′ 51″ N, 35° 14′ 00″ E      |                   |       |
| Mosquée Al Dissi                                                  | 31° 46′ 25″ N, 35° 13′ 50″ E      |                   |       |
| Mosquée Sheikh Al-Khalili (ar)                                    | 31° 46′ 38″ N, 35° 14′ 03″ E      |                   |       |
| Mosquée Sheikh Lu'lu' (ar)                                        | 31° 46′ 54″ N, 35° 13′ 51″ E      |                   |       |
| Mosquée al-Sheikh Makki (ar)                                      | 31° 46′ 56″ N, 35° 14′ 04″ E      |                   |       |
| Mosquée Al-Qarmi (ar)                                             | 31° 46′ 40″ N, 35° 13′ 55″ E      |                   |       |
| Mosquée du Minaret Rouge (ar)                                     | 31° 46′ 53″ N, 35° 14′ 00″ E      |                   |       |
| Mosquée Mothabbad (ar)                                            | 31° 46′ 40″ N, 35° 13′ 54″ E      |                   |       |
| Mosquée al-Maulawiya (ar)                                         | 31° 46′ 55″ N, 35° 13′ 54″ E      |                   |       |
| Mosquée Darghath (ar)                                             | 31° 46′ 49″ N, 35° 13′ 54″ E      | 1964              |       |
| Mosquée Sueka A'alun (ar)                                         | 31° 46′ 36″ N, 35° 13′ 43″ E      |                   |       |
| Mosquée Othmân ibn Affân                                          | 31° 46′ 36″ N, 35° 13′ 47″ E      |                   |       |
| Mosquée Aladdin Al-Busairi (ar)                                   | 31° 46′ 45″ N, 35° 14′ 02″ E      |                   |       |
| Mosquée Qalawun (ar)                                              | 31° 46′ 44″ N, 35° 13′ 40″ E      |                   |       |
| Mosquée Mus'ab ibn Umayr (ar)                                     | 31° 46′ 52″ N, 35° 13′ 50″ E      |                   |       |
| Mosquée Sultan Ibrahim Ibn Adham (ar)                             | 31° 49′ 44″ N, 35° 13′ 32″ E      |                   |       |
| Zaouïa afghane (ar)                                               | 31° 46′ 47″ N, 35° 13′ 59″ E      |                   |       |
| Mosquée Wali Allah Muharib (ar)                                   | 31° 46′ 38″ N, 35° 14′ 03″ E      |                   |       |
| Mosquée et sanctuaire Al-Seifi (ar)                               | 31° 46′ 41″ N, 35° 13′ 59″ E      |                   |       |
| Mosquée Hayat                                                     | 31° 46′ 41″ N, 35° 13′ 46″ E      |                   |       |
| Mosquée Shurbaji                                                  | 31° 46′ 52″ N, 35° 13′ 51″ E      |                   |       |
| Mosquée des Maghrébins (ar) (actuel Musée islamique de Jérusalem) |                                   |                   |       |
| Mosquée Al-Yaqoubi (ar)                                           | 31° 46′ 34″ N, 35° 13′ 45″ E      |                   |       |
| Ancienne Musalla al-Aqsa (ar)                                     | 31° 46′ 36″ N, 35° 14′ 09″ E      |                   |       |
| Mosquée d'Ein Kerem (he)                                          | 31° 45′ 55″ N, 35° 09′ 40″ E      |                   |       |
| Mosquée des Femmes (ar) (à l'intérieur de la mosquée al-Aqsa)     | 31° 46′ 33″ N, 35° 14′ 07″ E      |                   |       |
| Mosquée Marwani                                                   | 31° 46′ 33″ nord, 35° 14′ 13″ est |                   |       |
| Mosquée de Cheikh Jarrah                                          | 31° 47′ 25″ N, 35° 13′ 44″ E      |                   |       |
| Mosquée Mathana                                                   |                                   |                   |       |
| Mosquée Hejazi                                                    |                                   |                   |       |
| Mosquée Saad et Saïd                                              | 31° 47′ 07″ N, 35° 13′ 43″ E      | 1905              |       |
| Mosquée du Haret el-Nasari                                        |                                   |                   |       |
| Mosquée du Haret el-Arman                                         |                                   |                   |       |
| Mosquée d'al-Elmi                                                 |                                   |                   |       |
| Mosquée al-Karemi                                                 |                                   |                   |       |
| Mosquée al-Qormee                                                 |                                   |                   |       |
| Mosquée Khaldeya                                                  |                                   |                   |       |
| Mosquée d'Al-Hanablah                                             |                                   |                   |       |
| Mosquée Al-Zawiya Al-Asaadiya                                     | 31° 46′ 43″ N, 35° 14′ 41″ E      |                   |       |
| Mosquée de Rabia al Adawiyya                                      | 31° 46′ 43″ N, 35° 14′ 41″ E      |                   |       |
| Mosquée de Salman le Perse                                        | 31° 46′ 47″ N, 35° 14′ 52″ E      |                   |       |
| Mosquée de Khan Al-Zeit                                           |                                   |                   |       |
| Mosquée de Dar al-Imam (située sur l'esplanade des Mosquées)      |                                   |                   |       |
| Mosquée de Bab Al-Ghawanima (située sur l'esplanade des Mosquées) |                                   |                   |       |
| Mosquée Kursi Suleiman                                            |                                   |                   |       |
| Mosquée de Bab Hattah                                             |                                   |                   |       |
| Dôme de Moïse                                                     | 31° 46′ 38″ N, 35° 14′ 05″ E      |                   |       |
| Mosquée de David                                                  | 31° 46′ 17″ N, 35° 13′ 44″ E      |                   |       |
| Mosquée Adhami                                                    | 31° 47′ 01″ N, 35° 13′ 53″ E      |                   |       |
| Mosquée d'Abu Tor                                                 | 31° 45′ 56″ N, 35° 13′ 52″ E      |                   |       |
| Mosquée de Malha                                                  | 31° 45′ 17″ N, 35° 10′ 58″ E      |                   |       |
| Mosquée de Haret Al Haddadin (ar)                                 |                                   |                   |       |

## Sources
- Jerusalem: Points Beyond Friction, and Beyond, ed. Moshe Maʻoz, Sari Nusseibeh
- Mosques of Beit Al-Maqdis (مساجد بيت المقدس), Mohammed Al-Kafrawi, Arab Alumni Club, Jerusalem, 1983.
- Elad, Amikam. (1995). Medieval Jerusalem and Islamic Worship Holy Places, Ceremonies, Pilgrimage BRILL, pp. 29–43.  (ISBN 90-04-10010-5).
- le Strange, Guy. (1890). Palestine under the Moslems, pp. 80–98.
- The Archaeology of the Holy Land: From the Destruction of Solomon's Temple to the Muslim Conquest, Cambridge University Press, Jodi Magness, page 355
- Winter, Dave & Matthews, John. Israel Handbook, p. 147. Footprint Travel Guides, 1999.  (ISBN 1-900949-48-2)
- Moudjir ed-dyn, 1876, p. 169
- Pringle, Denys (2007). The Churches of the Crusader Kingdom of Jerusalem: The city of Jerusalem. III. New York, NY: Cambridge University Press.  (ISBN 978-0-521-39038-5).
- Gilad, Moshe (29 August 2012). "Peeking Through the Highrises: Famed Jerusalem street's old architectural glories". Haaretz. Retrieved 21 November 2012.